# Västra Vattensjön, Medelpad
Västra Vattensjön är en sjö i Ånge kommun i Medelpad och ingår i Ljungans huvudavrinningsområde. Sjön är 27 meter djup, har en yta på 0,93 kvadratkilometer och befinner sig 275,2 meter över havet. Vid provfiske har abborre, elritsa, röding och öring fångats i sjön.

## Delavrinningsområde
Västra Vattensjön ingår i det delavrinningsområde (693735-148038) som SMHI kallar för Utloppet av Västra Vattensjön. Medelhöjden är 325 meter över havet och ytan är 6,83 kvadratkilometer. Räknas de 3 avrinningsområdena uppströms in blir den ackumulerade arean 32,76 kvadratkilometer. Ovansjö-Vattenån som avvattnar avrinningsområdet har biflödesordning 2, vilket innebär att vattnet flödar genom totalt 2 vattendrag innan det når havet efter 127 kilometer. Avrinningsområdet består mestadels av skog (73 procent). Avrinningsområdet har 0,93 kvadratkilometer vattenytor vilket ger det en sjöprocent på 13,6 procent.